# Ali Abdou Elaniou
Ali Abdou Elaniou, né en 1945 aux Comores, est un juriste comorien, fondateur du barreau des Comores, puis magistrat.
Il prononça en 1973 le discours à l'ONU devant le comité de décolonisation pour réclamer l'indépendance des Comores.
Il est l'auteur de Ali Soilihi ou l'indépendance dans la citerne (éditions Komedit, 2003) et Le peuple et sa constitution (1991) ainsi que de nombreux billets d'humeur dans le journal Al-Watwan des îles Comores.
Il présida de la table ronde pour la révision de la constitution mise en place par le régime du président Said Mohamed Djohar en 1991 et fut le représentant de la Société civile grande-comorienne aux conférences d'Addis-Abeba et de Tananarive consécutives à la crise sécessionniste de 1997.
Il a de nombreuses fois dénoncé la corruption dans les institutions judiciaires comoriennes jusqu'à sa démission. Après un court exil en France où il exerça la profession d'avocat au Barreau de Paris, il rejoignit le Barreau de Moroni où il exerce actuellement.